# Like Nastya
Anastasia Radzinskaja (rusky Анастасия Юрьевна Радзинская; * 27. ledna 2014), známá také jako Nastya a Like Nastya, je ruská YouTuberka. Spolu se svými rodiči provozuje několik dětských kanálů na YouTube, včetně Like Nastya, Like Nastya Vlog a Like Nastya Show. Od 7. května 2021 je její kanál pátým nejsledovanějším kanálem na YouTube a také sedmým nejodebíranějším kanálem na YouTube.

## Život
Radzinskaja se narodila v Krasnodarském kraji na jihu Ruska. Lékaři jí nesprávně diagnostikovali dětskou mozkovou obrnu a obávali se, že nikdy nebude schopna mluvit.
Její matka Anna Radzinskaja měla v Krasnodaru svatební salon, který podle jejích slov vydělával asi 300 tisíc ruských rublů měsíčně. Její otec Jurij Radzinskij měl stavební firmu s 20 dělníky, která byla výnosnější, ale méně stabilní.
V roce 2015 Anastasiini rodiče prodali své firmy a v lednu 2016 vytvořili na YouTube kanál Like Nastya. Zpočátku se jednalo o kanál s rozbalováním hraček, ale později se změnil na kanál prezentující návštěvy zábavních parků v různých zemích. Během prvních 7 měsíců rodina navštívila 6 zemí.
Měsíčně utratili asi 1-1,5 milionu ruských rublů, které zpočátku šly z rodinných úspor, ale později se kanál stal ziskovým, protože vydělával peníze z partnerského programu YouTube.
Později se s rodinou přestěhovala z Krasnodarského kraje v Rusku do Miami na Floridě ve Spojených státech.

## Kariéra na YouTube
Rodiče Anastasie podepsali smlouvu s multikanálovou sítí Yoola. Videa vytváří Anastasia, její rodiče a dva videoeditoři.
Podle časopisu Forbes byla Anastasia v roce 2019 „jednou z nejrychleji rostoucích tvůrců na světě díky videím v sedmi jazycích“ a stala se třetí nejlépe placenou YouTuberkou na světě s odhadovaným ročním příjmem 18 milionů dolarů.
Celkově je díky svým kanálům největší dětskou YouTuberkou na světě a nejoblíbenější dětskou videoblogerkou na YouTube z hlediska celkového počtu zhlédnutí a odběratelů. Její nejodebíranější kanál (Like Nastya) je desátým nejsledovanějším kanálem na světě.